# Стрейчек, Мирослав
Мирослав Стрейчек (чеш. Miroslav Strejček; 16 января 1929, Slivínko — 19 марта 2000) — чехословацкий гребец, выступавший за сборную Чехословакии по академической гребле в начале 1960-х годов. Обладатель бронзовой медали чемпионата Европы, победитель и призёр первенств национального значения, участник летних Олимпийских игр в Риме.

## Биография
Мирослав Стрейчек родился 16 января 1929 года в деревне Сливинко, Чехословакия.
Впервые заявил о себе в академической гребле на международном уровне в сезоне 1960 года, когда вошёл в состав чехословацкой национальной сборной и благодаря череде удачных выступлений удостоился права защищать честь страны на летних Олимпийских играх в Риме. В составе экипажа-двойки, куда также вошли гребец Вацлав Халупа и рулевой Франтишек Станек, занял третье место на предварительном квалификационном этапе, затем показал второй результат в дополнительном отборочном заезде — выйти в финал не смог, уступив более секунды команде из Италии.
После римской Олимпиады Стрейчек ещё в течение некоторого времени оставался действующим спортсменом и продолжал принимать участие в крупнейших международных регатах. Так, в 1961 году он отметился выступлением на домашнем чемпионате Европы в Праге, где завоевал бронзовую медаль в зачёте распашных рулевых двоек — пропустил вперёд только экипажи из Советского Союза и Румынии.
Умер 19 марта 2000 года в возрасте 71 года.